# 43753 Okadayoshirou
43753 Okadayoshirou è un asteroide della fascia principale. Scoperto nel 1982, presenta un'orbita caratterizzata da un semiasse maggiore pari a 2,582534 UA e da un'eccentricità di 0,233575, inclinata di 3,713947° rispetto all'eclittica.